# Antranilato N-maloniltransferasi
La antranilato N-maloniltransferasi è un enzima appartenente alla classe delle transferasi, che catalizza la seguente reazione:
malonil-CoA + antranilato ⇄ CoA + N-malonilantranilato